# ساندور هاجدو
ساندور هاجدو (بالمجرية: Hajdú Sándor)‏ هو لاعب كرة قدم مجري، ولد في 21 يناير 1985 في بودابست في المجر. لعب مع نادي بودابست.

## وصلات خارجية
- ساندور هاجدو على موقع اتحاد المجر (الهنغارية)
- ساندور هاجدو على موقع قاعدة بيانات كرة القدم.إي يو (الإنجليزية)